# District de Yinhai
Le district de Yinhai (银海区 ; pinyin : Yínhǎi Qū) est une subdivision administrative de la région autonome du Guangxi en Chine. Il est placé sous la juridiction de la ville-préfecture de Beihai.

## Démographie
La population du district était de 150 900 habitants en 2010.